# 潘濤
潘濤（はん とう、1971年7月12日 - ）は、中華人民共和国のニュースキャスター。

## 経歴
1971年7月12日、四川省で生まれる。中国伝媒大学を卒業後、1990年、四川人民広播電台播音部に入局。1998年、上海衛視（現在の東方衛視）新聞部に転入した。2016年1月に中国中央電視台に入社し、報道番組アナウンス部『晩間新聞』に配属された。2020年9月10日、同局のメインニュース番組『新聞聯播』のアナウンサーに抜擢された。

## 担当番組
- 『晩間新聞』
- 『新聞直播間』
- 『一年又一年』
- 『生活圏』
- 『新聞30分』
- 『新聞聯播』